# Như hạt mưa sa
Như hạt mưa sa là một bộ phim tình cảm của đạo diễn Bùi Sơn Duân, ra mắt năm 1971.
Truyện phim dựa theo tiểu thuyết cùng tên của nhà văn Ngọc Linh.

## Nội dung
Yến bị lão trùm buôn lậu Hạnh lùng bắt. Trước đấy, người yêu của cô đã bị tay chân của lão thủ tiêu. Giữa cơn bối rối, Yến tình cờ trốn vào một nhà không quen: Nhà họa sĩ Thuyên. Sự có mặt của cô vô tình làm Dã Lan, người yêu của Thuyên, nhiều lần phát ghen. Giữa lúc đó, lão Hạnh cùng tay chân đến định hạ sát người chứa chấp Yến. Chưa kịp hạ thủ, lão bỗng nhận ra Thuyên là đứa con thân yêu đã xa cách lão từ 20 năm nay. Phút ấy chính là phút cảnh sát ập vào bắn chết lão.Yến đã âm thầm ra khỏi nhà Thuyên, trả lại hạnh phúc cho Dã Lan. Nhưng Thuyên chợt nhận ra lòng anh đã bắt đầu thuộc về Yến, anh lặng lẽ đi tìm Yến.

## Diễn viên
- Thẩm Thúy Hằng... Ngọc Yến và Dung (là chị em song sinh)[1]
- Trần Quang... Thuyên (họa sĩ)[2]
- Bạch Tuyết... Dã Lan[3]
- Đoàn Châu Mậu
- Tony Hiếu
- Thanh Việt
- Cao Huynh
- Tùng Lâm
- Thanh Hoài
- Minh Ngọc
- Anh Việt
- Minh Sơn
- Diễm Kiều
- Lê Hiền
- Tuấn Nghị
- Diễm Chinh
- Văn Thân
- Văn Quý
- Từ Văn Lầu
- Mỹ Tín
- Duy Lân
- Bạch Lam Thanh
- Quỳnh Như

## Ê-kíp
- Thiết kế sản xuất: Định Phong, Mạnh Vũ

## Nhạc phim
- Như hạt mưa sa

Sáng tác: Thiên Vũ
Trình bày: Thanh Lan
- Ngày mưa

Sáng tác: Y Vân
Trình bày: Hoàng Oanh